# Willy ter Hell

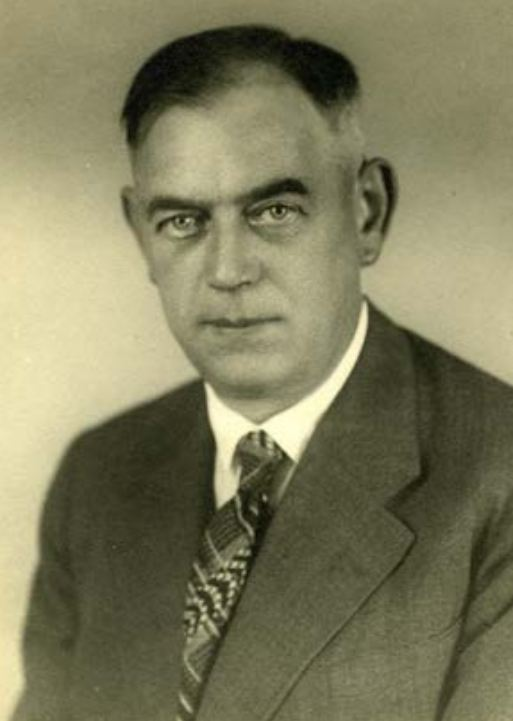
Willy ter Hell 1913

Willy ter Hell (* 2. Dezember 1883 in Norden; † 1. Juli 1947 in Hofgeismar), eigentlich Wilhelm Reemt ter Hell, war ein deutscher Landschaftsmaler, Zeichner und Grafiker.

## Leben
Wilhelm Reemt ter Hell war das siebte von neun Kindern des Norder Auktionators Jan ter Hell und dessen Frau Aleida Harmina, geb. Meyer, welche beide aus Dreibergen im Ammerland nach Ostfriesland eingewandert waren. Beide waren gläubige Lutheraner und ließen den Sohn lutherisch taufen. Seine Mutter war eine kunstliebende Frau, welche all ihren Kindern selbst das Zeichnen beibrachte. Willys ältester Bruder Johann Hermann wirkte später als Porzellan- und Kunstmaler in Berlin, sein Vetter zweiten Grades war der Norderneyer Marinemaler Poppe Folkerts. Ebenfalls war er mit dem Emder Maler Gerhard Heinrich Nanninga verwandt.
Willy ter Hell besuchte zunächst das Ulrichsgymnasium Norden, welches er mit Abitur abschloss. Sein ursprünglicher Wunsch, anschließend ein Kunststudium zu beginnen, ließ die finanzielle Lage des Vaters allerdings nicht zu. So begann er 1901 in Berlin eine Lehre als Theatermaler. Nach drei Jahren durfte er als Schüler zu Professor Harder an die Berliner Akademie der Künste wechseln, wo er sich intensiv mit Panoramen und Dioramen befasste. Da eine Erkrankung ter Hells Vaters eine Finanzierung des weiteren Aufenthaltes in Berlin nicht mehr zuließ, wurde er von Harder als bezahlter Gehilfe angestellt, wodurch er seine Arbeiten fortführen konnte. Parallel dazu besuchte er Abendkurse im Berliner Kunstgewerbemuseum.
Freunde drängten ter Hell dazu, 1906 drei seiner Arbeiten für die Große Berliner Kunstausstellung einzureichen, welche schließlich auch angenommen wurden. Dies bekräftigte seinen Entschluss, seine Zukunft als Kunstmaler zu gestalten. Noch im selben Jahr wechselte er als Schüler Eugen Brachts nach Dresden. Obwohl diesem sein Arbeitsstil nicht zusagte, ließ Bracht ter Hell als Meisterschüler frei arbeiten. Auf der Schülerausstellung 1909 wurde ter Hell die Große Silberne Medaille verliehen, 1910 schließlich auch die Große Goldene Medaille für sein im Sauerland entstandenes Bild Höhenblick. Da ihm aber nach jener Erfolgswelle die Stadt Dresden nicht mehr zusagte, zog er zurück nach Berlin, wo er 1912 die vier Jahre jüngere Margarete Starck kennenlernte und wenig später heiratete. 1920 kam seine einzige Tochter Ina zur Welt, welche nach dem Besuch der Kunstgewerbeschule ebenfalls als Malerin in Erscheinung trat. Kurz nach der Heirat mit Margarete Starck bekam er für sein Bild Märkischer See den Julius-Helfftschen-Preis zugesprochen, was seine spätere Erfolgsreihe begründete. So wurde das gleiche Bild 1913 auf der internationalen Kunstausstellung in München mit der Großen Goldenen Medaille ausgezeichnet, 1914 im Carnegie-Institut in Pittsburgh und schließlich auf der Weltausstellung 1915 in San Francisco ausgestellt. Ter Hell schloss sich dem Märkischen Künstlerbund an, welchem unter Anderen auch Hans Hartig, Ernst Kolbe, Carl Kayser-Eichberg und Hans Licht angehörten. Mit ihnen erarbeitete er die Ausmalung der Brandenburghalle im Schöneberger Rathaus, welche 30 Fresken mit überwiegend topographischen Darstellungen aus der Mark Brandenburg enthält. 1914 wurden ter Hell auf der Großen Berliner Kunstausstellung gleich drei Gold-Medaillen für die Bilder Waldwiese, Vorfrühling am Scharmützelsee und Märkische Landschaft verliehen. 1917 erwarb die Berliner Nationalgalerie die Bilder Hessische Landschaft und Waldwiese in Hessen, welche beide im Zweiten Weltkrieg vernichtet wurden, aber 1922 in Westermanns Monatsheften abgebildet worden waren.
Im Ersten Weltkrieg diente Willy ter Hell von 1915 bis 1918 als Frontsoldat in Flandern und Russland, dennoch konnte er noch 1915 an der Organisation der Großen Berliner Kunstausstellung mitwirken. Nach Kriegsende unternahm er große Studienreisen in den ersten Jahreshälften, deren Ergebnisse er dann im Winter in seinem Berliner Atelier verarbeitete. Er bereiste per Bahn Westpreußen, Hessen, die Rhön, den Harz, das Sudetenland, das Riesengebirge, den Schwarzwald und die Mark Brandenburg. 1921 bereiste er erstmals Südtirol und die Alpen, allerdings stellte er sich gegen den damaligen Trend der Alpenmalerei und konzentrierte sein Werk weiterhin auf die Mittelgebirge.
Ter Hell trat am 1. April 1933 der NSDAP bei (Mitgliedsnummer 1.774.018). Den Nationalsozialisten war er als stark konventioneller Künstler sehr willkommen, er galt zu jener Zeit als einer der besten deutschen Landschaftsmaler. Er wurde ehrenamtlicher Mitarbeiter der Reichskulturkammer, 1938 arrangierte die Hauptstelle Bildende Kunst im Amt des Beauftragten des Führers für die gesamte geistige und weltanschauliche Erziehung in der NSDAP eine Willy ter Hell-Ausstellung. Ter Hell war von 1937 bis 1944 auf allen Großen deutschen Kunstausstellungen in München mit 24 Werken vertreten, von welchen mehrere in den Privatbesitz Adolf Hitlers und Joachim von Ribbentrops gelangten. Das Bild Auf der Schwäbischen Alb, welches in München im Sommer 1940 zu sehen war, wurde von Hitler für die Reichskanzlei angekauft, welches nur eines seiner zahlreichen Bilder war, welche in deutschen Ministerien und Ämtern ausgestellt wurden. 1943 wurde ihm anlässlich der Großen Deutschen Kunstausstellung in München der Professorentitel ehrenhalber verliehen.
1943 wurde ter Hells Atelier in Berlin-Grunewald, wo er auch wohnhaft war, ausgebombt, womit auch ein großer Teil seines Werkes vernichtet wurde. Im März 1945 schrieb er an seinen Vetter Poppe Folkerts nach Norderney, dass er seine verbliebenen Arbeiten 1943 nach Schloss Carolath im heutigen Siedlisko habe schicken lassen, er selber sei im selben Jahr nach Turek gezogen. Ter Hell stand 1944 in der Gottbegnadeten-Liste des Reichsministeriums für Volksaufklärung und Propaganda.
1945 zog er schließlich ohne jeglichen Besitz zusammen mit seiner Frau Margarete, Tochter Ina und seiner Enkelin nach Hofgeismar in Nordhessen, wo er an einer schweren Lungenentzündung im Sommer 1947 starb.
Ter Hell blieb seiner ostfriesischen Heimat zeitlebens sehr verbunden. So las er bis 1945 regelmäßig noch den Norder Ostfriesischen Kurier und blieb sein ganzes Leben Mitglied im Berliner Ostfriesenverein. Sein später künstlerischer Durchbruch und die anschließende Vernichtung eines Hauptteils seiner Werke im Zweiten Weltkrieg ließen allerdings keine Ausstellungen in Ostfriesland mehr zu. Erst 2008 konnte im Heimatmuseum Norden erstmals eine Willy ter Hell-Ausstellung in Ostfriesland gezeigt werden, hier wurden rund sechzig Werke gezeigt.

## Auszeichnungen
- 1909 Große Silberne Medaille auf der Schülerausstellung der Berliner Akademie der Künste
- 1910 Große Goldene Medaille der Berliner Akademie der Künste
- 1912 Julius-Helfft-Preis, Berlin
- 1914 Drei Preußische Gold-Medaillen auf der Großen Berliner Kunstausstellung
- 1943 Ehrenprofessur der Akademie der Bildenden Künste München